# دپازیت‌فوتوز
دپازیت‌فوتوز (انگلیسی: Depositphotos) شرکت بازاریابی اوکراینی آمریکایی است، که در سال ۲۰۰۹ تأسیس شد.